# خالد فوهامی
خالد فوهامی (عربی: خالد فهامي؛ زادهٔ ۲۵ دسامبر ۱۹۷۲) بازیکن فوتبال اهل مراکش است.
از باشگاه‌هایی که در آن بازی کرده‌است می‌توان به باشگاه فوتبال الوداد کازابلانکا، باشگاه فوتبال آکادمیکا، باشگاه ورزشی مغرب فاسی، باشگاه ورزشی پورتیموننزه، باشگاه فوتبال اسپارتاک ولادی‌قفقاز، باشگاه فوتبال الفتح، باشگاه فوتبال استاندارد لیژ، باشگاه فوتبال الرجا، و باشگاه فوتبال دینامو بخارست اشاره کرد.
وی همچنین در تیم ملی فوتبال مراکش بازی کرده‌است.